# محمد سعيد بخيتان
محمد سعيد بخيتان (أبو سعيد؛ 1945 - 11 مارس 2022) هو سياسيٌ سوري، كان قد تقلد مناصب عدة خلال حياته، حيث شغل منصبي الأمين القطري المساعد ورئيس المكتب المالي لحزب البعث العربي الاشتراكي. كما انتخب في مناصبه الحالية في الحزب في المؤتمر القطري العاشر للحزب في يونيو/حزيران 2005 ويعد من أشد الموالين للرئيس السوري السابق بشار الأسد.

## حياته
وُلد محمد سعيد بخيتان الجراح في محافظة دير الزور عام 1945 م، ويعود أصله إلى فخد الجراح من قبيلة عنزة من منطقة تدمر. كان مرشحًا بالأمن السياسي في حمص عام 1961، وتخرج من الكلية الحربية السورية، وحصل في عام 1964 على بكالوريوس في الحقوق من جامعة دمشق.
كان قد تقلد مناصب عدة، حيث تولى رئاسة فرع مخابرات حلب في الفترة ما بين 1970 حتى 1978، كما عمل ضابطًا في إدارة الأمن الجنائي عام 1979، وعمل مديرًا لإدارة مكافحة المخدرات في سوريا عام 1986. عيّن في عام 1987 رئيسًا لفرع الأمن الجنائي في دمشق، ومحافظًا لحماة عام 1992، كما كان رئيس مكتب الأمن القومي وعضو القيادة القطرية في حزب البعث العربي الاشتراكي منذ عام 2000، ليتولى منذ 2005 منصب الأمين العام المساعد للحزب حتى عام 2013. أعلن الحزب في أكتوبر/تشرين الأول 2018 عن تغييراتٍ عدة، استُبدل بموجبها منصب «الأمين القطري المساعد»، الذي كان يشغله محمد سعيد بخيتان، ليصبح «الأمين العام المساعد»، واستبدال تعبير «المؤتمر القطري» للحزب بعبارة «المؤتمر العام».

## وفاته
تُوفي في دمشق بتاريخ 11 مارس/آذار 2022 م الموافق 8 شعبان 1443 هجريًا، عن عمرٍ ناهز 77 عامًا. دُفن في مقبرة الباب الصغير. نعته صحيفة البعث وأشارت أنه تُوفي لأسبابٍ صحية.